# Sint-Martinuskerk (Welten)

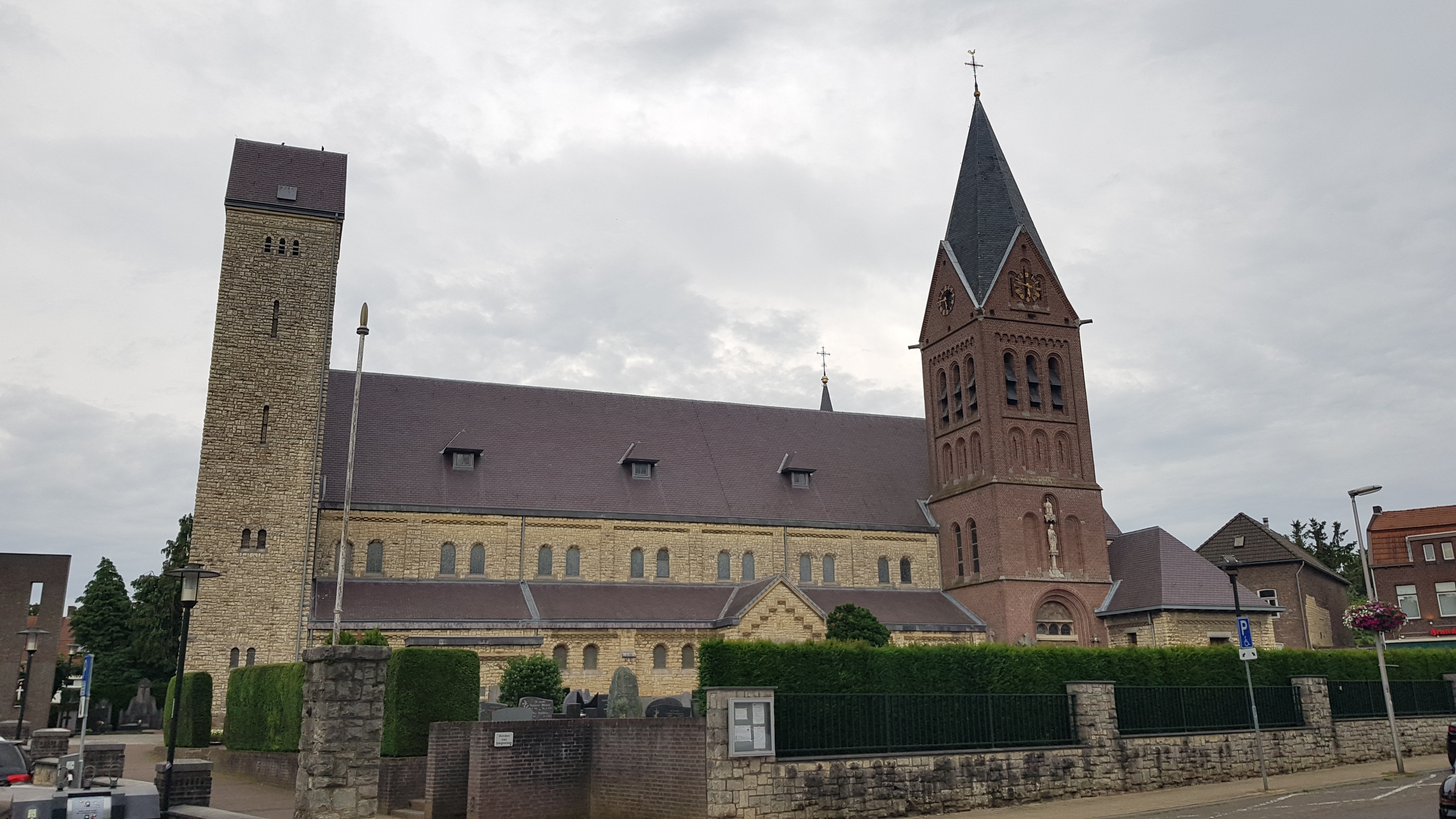
Sint-Martinuskerk gezien vanuit het westen

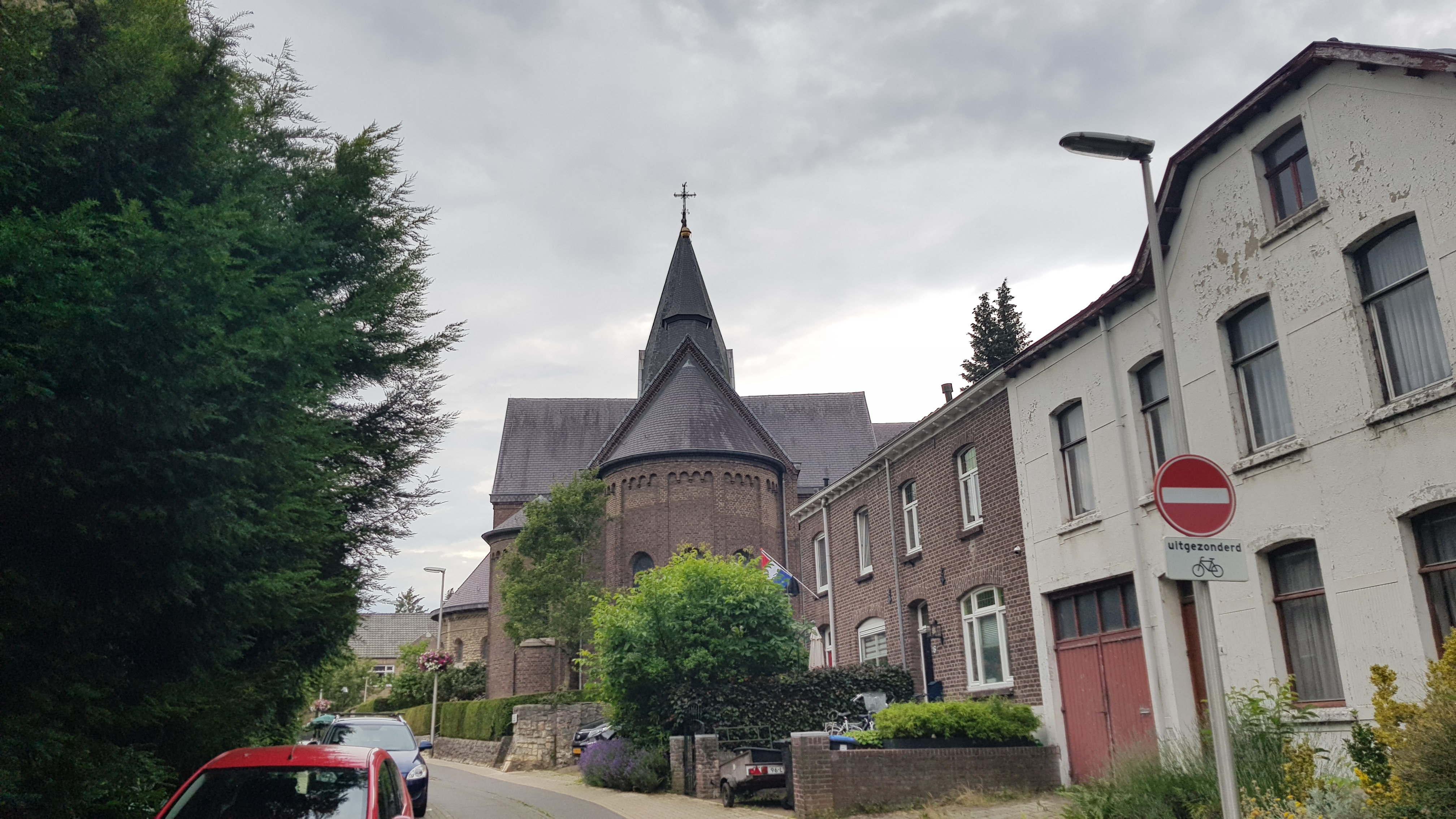
Gezien vanuit het oosten

De Sint-Martinuskerk is een rooms-katholieke kerk in het midden van Welten (Heerlen). De westkant van de kerk ligt aan de hoofdstraat (Weltertuijnstraat) van Welten maar is door het kerkhof daarvan gescheiden. Het kerkhof begrenst ook de oostkant van de kerk. De hoofdingang ligt aan de noordkant aan een plein (Rector Poelsplein), dat de kerk scheidt van appartementen. De zuidkant ligt aan een smalle weg (Welterkerkstraat) naar de Weltermolen en de Weltervijver.

## Geschiedenis
In 1049 staat er in Welten een kapel gewijd aan Sint Martinus. De kapel wordt in een schenkingsakte uit het jaar 1061, van bisschop Udo van Toul (in Noord-Frankrijk), samen met Heerlen en Voerendaal genoemd. De kapel hoort in het begin tot de Moederkerk in Voerendaal, de St. Laurentius parochie.
Rond 1660 is de kapel van Welten door ouderdom in verval geraakt. In 1661 wordt de kapel gerestaureerd door de Staten Generaal. In 1673 worden de kerken van Vaals en Welten door de dan aanwezige Fransen bestemd, om er twee godsdiensten uit te oefenen. De dominee van Heerlen wil dan in Welten gaan preken, maar wordt door de inwoners weggejaagd, waardoor de protestante erediensten niet plaatsvinden. In 1804 geeft de bisschop toestemming om in de kapel de diensten te laten plaatsvinden en de doden op het kerkhof te Welten te begraven. De kapel wordt opengehouden omdat Welten in een moerassig dal lag en over slecht begaanbare wegen beschikte. Voor het transporteren van doden naar het kerkhof nabij de St. Pancratiuskerk stuitte men hiervoor op grote geldelijke bezwaren, aangezien de meeste inwoners geen paard en kar bezaten. Later wordt de kapel deel van de St. Pancratius parochie van Heerlen en in 1921 wordt Welten uiteindelijk een zelfstandige parochie.

## Bouw
De Martinuskerk is gebouwd in neoromaanse stijl. Het koor en transept zijn de oudste delen van de huidige kerk en zijn in 1875 gebouwd tegen de oude kapel. De neogotische toren is in 1897 tegen de kerk aan gebouwd. De kerk wordt al snel te klein en in 1925 wordt een wederom neoromaanse uitbreiding gemaakt. Architect J. Seelen bouwt een geheel nieuwe kerk dwars door het schip van 1897, in Limburg een veel gebruikte manier om een kerk te vergroten. Het koor en transept uit 1875 en de toren uit 1897 bleven behouden. De zo ontstane nieuwe kerk is een niet-georiënteerde, romaniserende driebeukige basiliek met twee rondgesloten koren en twee torens: een toren van drie geledingen met frontalen en naaldspits en een terzijde staande toren met zadeldak. In 1983 wordt de kerk opnieuw gerestaureerd.
Het kerkgebouw is opgetrokken in Kunrader kalksteen.